# Ràdio i Televisió d’Andorra
Ràdio i Televisió d’Andorra S.A. (RTVA, Andorskie Radio i Telewizja) – publiczny nadawca radiowo-telewizyjny Andory. Produkuje jeden kanał radiowy – RNA i jeden telewizyjny – ATV. Obie stacje nadają w języku katalońskim (który jest językiem urzędowym Andory), zaś utrzymują się z dotacji andorskich władz oraz z reklam. Obie można odbierać przez Internet w systemie live streaming.
Od 2002 roku RTVA jest członkiem Europejskiej Unii Nadawców.

## Kanały
- ATV – narodowy kanał telewizyjny Andory.
- ATV2 – 2. narodowy kanał telewizyjny Andory.
- ATV3 w języku angielskim – 3. narodowy kanał telewizyjny Andory.
- RNA – krajowa stacja radiowa Andory.